# St Leger St Leger (1er vicomte Doneraile)
St Leger St Leger, 1er vicomte Doneraile (né St Leger Aldworth; décédé le 15 mai 1787), est un homme politique et pair anglo-irlandais.

## Biographie

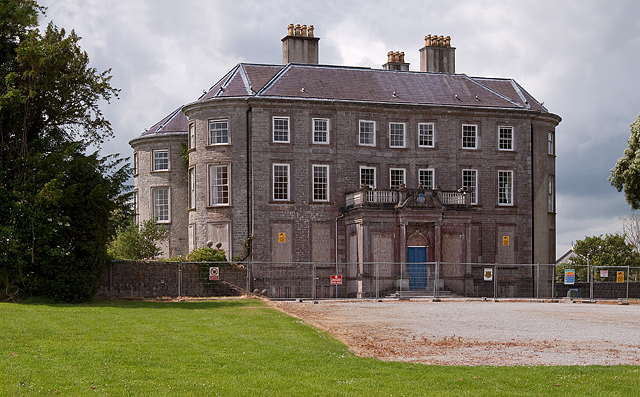
Doneraile Court - siège des Vicomtes Doneraile

Il est le fils de Richard Aldworth et de son épouse Elizabeth St Leger une fille d'Arthur St Leger (1er vicomte Doneraile) (décédé en 1727), de la première création (1703) de ce titre.
On lui donne le nom de St Leger Aldworth à la naissance, mais il change légalement son nom de famille en St Leger le 9 mai 1767, quand il hérite des domaines Doneraile à la mort de son oncle, Hayes St Leger, 4e vicomte Doneraile (1702–1767). Comme plusieurs autres membres de sa famille, il sert à la Chambre des communes irlandaise tant en que député de Doneraile, siégeant entre 1749 et 1776.
Le 2 juillet 1776, St Léger est créé baron Doneraile dans la pairie d'Irlande. Le 5 janvier 1785, il est créé vicomte Doneraile, de Doneraile dans le comté de Cork, titre auparavant détenu par ses parents.

## Mariage et enfants
Il épouse Mary Barry, la fille de Redmond Barry, et ensemble, ils ont six enfants, dont Hayes St Leger, 2e vicomte et Georgiana St Leger qui épouse Pascoe Grenfell.